# Anacardiaceae
Anacardiaceae је породица дрвенастих дикотиледоних скривеносеменица, која обухвата између 70 и 82 рода, са око 600 врста. Биљке ове породице су по животној форми дрвеће, жбунови или пењачице, а међу најзначајнијима су пистаћи, манго, руј, кашу-орах и квебрачо.
У породици се филогенетски разликују две групе родова, организоване у потпородице. Основни број хромозома је x = 7-12, 14-16, или 21.

## Списак родова
| - (руј) | - (манго) | - (пистаћи) | - (квебрачо) |